# Маса Сан Ђорђо (Месина)
Маса Сан Ђорђо је насеље у Италији у округу Месина, региону Сицилија.
Према процени из 2011. у насељу је живело 351 становника. Насеље се налази на надморској висини од 261 м.